# Chloronia mirifica
Chloronia mirifica is een insect uit de familie Corydalidae, die tot de orde grootvleugeligen (Megaloptera) behoort. De soort komt voor in Het zuidoosten van Mexico en zuidelijk tot Peru.